# الاتحاد الأوروبي للاختصاصات الطبية
الاتحاد الأوربي للاختصاصات الطبية UEMS منظمة غير حكومية تأسست عام 1958 من 6 دول وحالياً يضم 28 نقابة ونية وأعضاء مرتبطين وعضو مراقب، وهي أقدم منظمة أوروبية طبية.

## أهدافها
مناقشة البيانات المحصلة من المنظمات الصحية الوطنية ومحاولة تنسيق الأحوال والقوانين المختلفة في المنطقة الأوربية بحسب احتياجات الاتحاد الأوروبي ومشاركة التعليم الطبي المستمر ومتابعة التطوير المهني المستمر والإتقان السريري ومشاريع الجودة وذلك على المستويين الوطني والأوروبي.

## التنظيم
يشكل هذا الاتحاد الأساس للتنقل الحر للأطباء داخل الاتحاد، ويمثل 1.4 مليون طبيب مختص.
وله إدارة تنفيذية يلحق بها المجلس الأوربي لاعتماد التعليم المستمر EACCME ومجلس استشاري وأقسام التخصصات
ويبدي مقترحاته في التشريعات للمفوضية الأوربية ويساهم مساهمة فعالة في اللجان التنفيذية لمسودات القوانين ويتعاون ويشير للبرلمان الأوربي وللمنظمات الوطنية للتخصصات الطبية عبر وساطة أعضاء البرلمان الأوربي
يدعو UEMS أعضاءه لتأسيس بوردات بحسب الاختصاصات ليكون أعضاء هذه البوردات قادة التمثيل للمنظمات الوطنية التي تمثل بلادهم بناءً على أساس جامعي وعلمي ومهني
وتقوم هذه البوردت ضمن التزامها الكامل بقوانين الاتحاد الطبية والأنظمة الوطنية لدولها بالسعي لتحقيق جودة عالية للطب وإتمام الترتيبات لحركة حرة للأطباء المختصين
من أهداف البورد
توصية بالمعايير اللازمة لتدريب الاختصاصيين
اقتراح ما يتصل بالجودة ومحتويات برامج التدريب
توصية بإجراءات تسهل تحرك الاختصاصيين
توصية بمعايير يجب أن تلتزم بها مراكز التدريب
اختبار محتوى ونوعية الاختصاص في مختلف الدول
تسهيل تبادل المتدربين لضمان جودة التدريب
تأسيس اعتراف بالجودة والكفاءة عبر تأسيس زمالة Fellowship بين البوردات في كل المفوضيات
يمكن أن يتألف البورد من عدة هيئات حسب تفرع الاختصاص
وقد تضع الهيئة منهاج تدريس أو تؤسس لجان مشتركة أو تصنع زمالة مناسبة أو تضع كتاباً مرجعياً
من الوثائق التي تمت الموافقة عليها 
- تدريب الاختصاصيين 1993
- التعليم الطبي المستمر 1994
- ضمان الجودة في ممارسة الاختصاص الطبي 1996
- زيارة مركز التدريب 1997
- معايير الاعتماد الدولي للتعليم الطبي المستمر 1999
- التطوير المهني المستمر، إعلان بازل 2001
- تعزيز الرعاية الطبية الجيدة 2004
- الأنظمة الطبية 2006

## مواقع خارجية
- موقع الاتحاد

‌